# Агавам (Массачусетс)
Агавам (англ. Agawam) — місто (англ. city) в США, в окрузі Гемпден штату Массачусетс. Населення — 28 692 особи (2020).

## Географія
Агавам розташований за координатами 42°3′53″ пн. ш. 72°39′13″ зх. д. / 42.06472° пн. ш. 72.65361° зх. д. (42.064731, -72.653477).  За даними Бюро перепису населення США в 2010 році місто мало площу 63,07 км², з яких 60,37 км² — суходіл та 2,70 км² — водойми.

## Демографія
Згідно з переписом 2010 року, у місті мешкало 28 438 осіб у 11 664 домогосподарствах у складі 7455 родин. Густота населення становила 451 особа/км².  Було 12139 помешкань (192/км²).
Расовий склад населення:
| - 94,6 % — білих - 1,8 % — азіатів - 1,5 % — чорних або афроамериканців - 0,2 % — корінних американців |

До двох чи більше рас належало 1,2 %. Частка іспаномовних становила 3,3 % від усіх жителів.
За віковим діапазоном населення розподілялося таким чином: 20,3 % — особи молодші 18 років, 61,6 % — особи у віці 18—64 років, 18,1 % — особи у віці 65 років та старші. Медіана віку мешканця становила 44,4 року. На 100 осіб жіночої статі у місті припадало 91,6 чоловіків;  на 100 жінок у віці від 18 років та старших — 88,6 чоловіків також старших 18 років.
Середній дохід на одне домашнє господарство  становив 74 572 долари США (медіана — 61 494), а середній дохід на одну сім'ю — 90 173 долари (медіана — 82 588). Медіана доходів становила 56 459 доларів для чоловіків та 47 894 долари для жінок. За межею бідності перебувало 8,5 % осіб, у тому числі 9,7 % дітей у віці до 18 років та 7,3 % осіб у віці 65 років та старших.
Цивільне працевлаштоване населення становило 14 723 особи. Основні галузі зайнятості: освіта, охорона здоров'я та соціальна допомога — 24,7 %, роздрібна торгівля — 14,2 %, виробництво — 9,5 %, науковці, спеціалісти, менеджери — 9,4 %.